# Dwunastu apostołów (książka)
Dwunastu apostołów – powieść science-fiction autorstwa Andrzeja Trepki, wydana po raz pierwszy w 1978 r.

## Fabuła
Rok 2009. Polski uczony, profesor Tadeusz Belt, konstruuje maszynę czasu, z pomocą której jest w stanie nawiązać kontakt z Przyszłością. Pierwszym podróżnikiem w czasie staje się żona profesora, Maria (wyrusza w przyszłość, by zabić wściekłego psa profesora, wysłanego wcześniej); z niezrozumiałych względów odmawia powrotu do teraźniejszości.
Kolejnymi chrononautami staje się sześcioro więźniów, których udostępnił profesorowi (nie wiedząc, że będą podróżować w czasie) jego kolega, dyrektor warszawskiego więzienia. Kiedy i oni odmawiają powrotu, sprawa zwraca uwagę władz. Profesor Belt i jego maszyna stają się obiektem zainteresowania publicznego, a także przedmiotem debaty na forum Parlamentu Planety (organizacji międzynarodowej, powstałej na bazie ONZ-u). Ostatecznie zostaje podjęta decyzja o wysłaniu w Przyszłość dwunastu nieskazitelnych ludzi, mających pełnić role ambasadorów ludzkości XXI wieku.

## Bohaterowie
- profesor Tadeusz Belt - wynalazca maszyny czasu.
- Asen Stambolijski - pochodzący z Bułgarii przewodniczący Parlamentu Planety. W toku debaty o maszynie czasu zaprzyjaźnia się z profesorem Beltem.
- Cosimo de Siega - następca Stambolijskiego na stanowisku przewodniczącego Parlamentu Planety i jego przyjaciel, świetny włoski poeta.